# 甸師
甸師，中國古代官名，記載於《周禮》中，主管王室祭祀、喪事，以及對王室宗親和有爵位的貴族的死刑執行。按照周禮，犯罪的平民會被當眾處決，而犯罪當殺的王室宗親和有爵位的貴族則是被交付於甸師，在城郊以非公開的方式處決。